# Helmershausen
Helmershausen aparține în prezent de comuna Rhönblick din Thüringen, Germania. Satul este situat în Valea Herpf la poalele muntelui Hutsberg, are 750 de locuitori. Localitatea a fost pentru prima oară amintită în anul 856 sub numele de  „Helmrichshusun“. Rgiunea aparține de teritoriul de biorezervat din Rhön. Localitatea are o serie de case declarate momumente istorice cu arhitectură cu influență francă. De asemenea mai sunt unele reședințe ale cavalerilor medievali ca  de exemplu „Schwarzes Schloss“, „Rotes Schloss“ și „Gelbes Schloss“ ca și „Henneberger Freihof“ sau biserica cu turla cu cinci etaje.